# 愛爾蘭同性婚姻
爱尔兰共和国的同婚经历了较为曲折的过程，历史上愛爾蘭共和國在西歐國家裡是最為保守的天主教國家之一，LGBT權益的立法也較其他西歐或是北歐國家明显滞后，一直到1993年愛爾蘭共和国才正式將同性性行為給除罪化。
2015年5月22日爱尔兰全民公决通過同性婚姻入憲案，愛爾蘭成為全球第一個以公投形式，非由國會通過法案或最高法院裁決，令政府承認同性婚姻的第一個國家。

## 歷史
2010年7月1日，愛爾蘭下議院通過了承認同性民事伴侶關係的法案。7月8日，愛爾蘭上議院以48票贊成、4票反對通過了承認同性民事伴侶關係的法案。7月19日，愛爾蘭總統瑪麗·麥卡利斯簽署同性民事伴侶關係法案。2011年1月1日，愛爾蘭同性民事伴侶關係登記和權利生效，給予同性伴侶與異性婚姻配偶相似的權利。
2015年5月22日爱尔兰全民公决通過同性婚姻入憲案，结果需要参众两院批准才能产生法律效力，而國會所有主要政黨均表態支持同性婚姻。据估计，第一例同性婚姻将产生于2015年夏季舉行，爱尔兰也將成為全世界第19個政府承認同性婚姻的國家，並且是歐洲地區中第十三個保障同性婚姻平等權利的國家，同時也是全球第一個以公投形式，並非以國會通過法案或最高法院裁決，政府承認同性婚姻的第一個國家。